# Gajevi (gmina Šamac)
Gajevi (cyr. Гајеви) – wieś w Bośni i Hercegowinie, w Republice Serbskiej, w gminie Šamac. W 2013 roku liczyła 438 mieszkańców.